# Pontoise
Pontoise este un oraș în Franța, sub-prefectură a departamentului Val-d'Oise, în regiunea Île-de-France, la nord-vest de Paris. Împreună cu Cergy formează aglomerația Cergy-Pontoise un exemplu modern de oraș nou planificat cu o populație totală de peste 183.000 locuitori.
1. ↑  répertoire géographique des communes, accesat în 26 octombrie 2015
2. ↑  dataset of postal codes in France, 1 octombrie 2018